# Nguyễn Thị Lan Anh
Nguyễn Thị Lan Anh (sinh năm 1968) là nữ thẩm phán cao cấp người Việt Nam, nguyên Chánh án Tòa án nhân dân tỉnh Hà Giang (2015-2019). 

## Tiểu sử
Nguyễn Thị Lan Anh sinh năm 1968, quê quán tại xã Xuân Lũng, huyện Phong Châu, tỉnh Phú Thọ.
Bà có bằng Cử nhân Luật.
Bà là đảng viên Đảng Cộng sản Việt Nam.
Ngày 7 tháng 9 năm 2015, bà được Chánh án Tòa án nhân dân tối cao Việt Nam Trương Hòa Bình bổ nhiệm giữ chức vụ Chánh án Tòa án nhân dân tỉnh Hà Giang nhiệm kì 5 năm kể từ ngày kí quyết định. Lúc này, bà đang là Phó Chánh án Tòa án nhân dân tỉnh Hà Giang.
Ngày 17 tháng 4 năm 2018, bà được Chủ tịch nước Việt Nam Trần Đại Quang bổ nhiệm chức danh Thẩm phán cao cấp.
Năm 2018, bà là Tỉnh ủy viên, Chánh án Tòa án nhân dân tỉnh Hà Giang.
Trong kỳ thi Trung học phổ thông Quốc gia năm 2018 tại Hà Giang, con bà Nguyễn Thị Lan Anh bị nâng điểm thi. Tháng 10 năm 2019, bà bị Ủy ban Kiểm tra Tỉnh ủy Hà Giang yêu cầu "kiểm điểm sâu sắc, nghiêm túc rút kinh nghiệm khi để chồng tác động với người khác giúp nâng điểm thi cho con".
Tháng 11 năm 2019, bà thôi giữ chức vụ Chánh án Tòa án nhân dân tỉnh Hà Giang. Thay thế bà là ông Chu Thành Quang, sinh năm 1972, Thẩm phán cao cấp, Vụ trưởng Vụ Pháp chế và Quản lý khoa học Tòa án nhân dân tối cao Việt Nam.